# Cachrys crassiloba
Cachrys crassiloba är en flockblommig växtart som först beskrevs av Pierre Edmond Boissier, och fick sitt nu gällande namn av Robert Desmond Meikle. Cachrys crassiloba ingår i släktet Cachrys och familjen flockblommiga växter. Inga underarter finns listade i Catalogue of Life.